# Темясовские курганы

Темясовские курганы — археологический памятник позднесарматской культуры. Датируются II-III веками. Находятся в 2,5 — 3 км от с. Темясово (Башкирия) на правом берегу р. Сакмара в местности под названием «Карагай морон» (баш. Ҡарағай морон), в переводе «Сосновый бор». Географически расположены на кромке степной и лесостепной ландшафтно-климатических зон.
Открыты и исследованы археологами в 1963 году М. Х. Садыковой, в 1970—1972 годах Н. А. Мажитовым, М. Ш. Разяповым. Относятся к курганным могильникам с земляными насыпями. Состоят из 19 курганов (диаметр 8-20 м, высота 0,5 м.), раскопано 7. Умершие погребены в простых могильных ямах вытянуто на спине, головой преимущественно на север, прослеживается искусственная деформация черепов — «стандарт гуннской красоты». Захоронения имеют форму широких прямоугольных ям.
Встречаются парные, коллективные (курганы 5 и 7 — парные погребения, курганы 3 и 8(2) — коллективные, до 7 костяков) захоронения. Керамика представлена гончарными, предположительно, среднеазиатскими, и лепными сосудами. Погребальный инвентарь составляют бронзовые бубенчики, фибулы, орнаментированные зеркала, бронзовые и серебряные бляшки-нашивки, бронзовые и золотые серьги калачиковидной формы (серьги-лунницы), бронзовые и железные перстни, железные проволочные браслеты, стеклянные, сердоликовые, лигнитовые и каменные бусы и другие предметы. Серьги имеют характерную для Южного Приуралья особенности: невытянутую форму, средние размеры и отсутствие нижней гроздевидной части.
Материалы хранятся в Музее археологии и этнографии Института этнологических исследований Уфимского научного центра РАН.
На базе памятника первоначально предполагалась организация музея-заповедника, но курганы были подвергнуты плантажной вспашке для насаждения хвойных пород.
Полная аналогия захороненных предметов была найдена в позднесарматском погребении Лебедевского могильника в Западном Казахстане, например, ханьские зеркала с восьмиарочным орнаментом, шарнирная эмалевая фибула и др. Множество золотых бляшек, сопровождавших женское погребение в кургане 2 из лебедевского могильного комплекса, также находит аналогии в Темясово.
У позднесарматских образцов из Чёрного Яра и из Темясовских курганов определены митохондриальные гаплогруппы H2a1, T1a1, U5b2b, D4q и Y-хромосомную гаплогруппу R1a1a1b2-Z93 (YP3920 и FGC48758).